# Diphoropria sinuosa
Diphoropria sinuosa är en stekelart som beskrevs av Naumann 1988. Diphoropria sinuosa ingår i släktet Diphoropria och familjen hyllhornsteklar. Inga underarter finns listade i Catalogue of Life.